# Матилда од Пожеге
Матилда од Пожеге (рођена око 1210 – умрла после 1255) била је господарица града Пожеге у старој Пожешкој жупанији (око 1250 – 1255). Била је ћерка француске принцезе Маргарете од Куртенеа († 1270), из њеног првог брака са племићем Раулом III од Исудена († око 1213). Маргаретин отац, латински цар Петар I († 1219) био је Матилдин деда, а његови синови - латински цареви Роберт I († 1228) и Балдуин II († 1273), били су Матилдини ујаци. Маргаретин други супруг, гроф Хенри I од Вијандена († 1252) био је Матилдин очух, а не отац - што су сматрали неки ранији истраживачи, који су веровали да је Матилда била рођена у Маргаретином другом браку.
Матилда је била удата (око 1230) за Јована Анђела, господара Срема и Мачве у средњовековној Краљевини Угарској. Јован је био син византијског цара Исака II Анђела († 1204) и Маргарете од Угарске. Јован је умро пре 1250. године, а Матилда је постала господарица града Пожеге у средњовековној Пожешкој жупанији (средишња област данашње Славоније). Већ у лето 1250. године, поменута је као "племенита госпођа, удовица господина Јована, господарица Пожеге" (лат. nobilis domine relicte domini Johannis, comitisse de Posoga).
Њихова ћерка Марија била је (почевши од 1253-1255. године) удата за пикардијског племића Анселма од Кајеа, који је нешто касније (пре 1269. године) постао коморник латинског цара Балдуина II, Матилдиног ујака. Матилдин зет Анселмо је касније постао намесник анжујске Краљевине Албаније (1273), али је убрзо умро, након чега се Матилдина ћерка Марија преселила у Краљевину Србију.
У појединим напуљским и дубровачким изворима који сведоче о боравку Матилдине ћерке Марије у Србији, тадашња српска краљица Јелена († 1314) назива се Маријином сестром (лат. soror). У напуљском документу из 1280. године, Марија и Јелена се дословно називају сестрама. Слично томе, Марија се у дубровачкој исправи из 1281. године поново назива сестром српске краљице Јелене (лат. Maria de Chau, soror excellentissime domine Regine Seruie et totius maritime regionis).
Полазећи од таквих података, у историографији је изнета претпоставка да су Марија и Јелена биле рођене сестре (по оба родитеља) или барем полусестре (по оцу или мајци). Такво сродство између Марије и Јелене, по оба родитеља или барем по мајци, значило би да је Матилда била не само Маријина, већ и Јеленина мајка. Ако је та претпоставка тачна, Матилда би преко ћерке Јелене, супруге српског краља Стефана Уроша I (1243-1276) била бака српских краљева Стефана Драгутина († 1316) и Стефана Милутина († 1321).